# 德塞阿多港

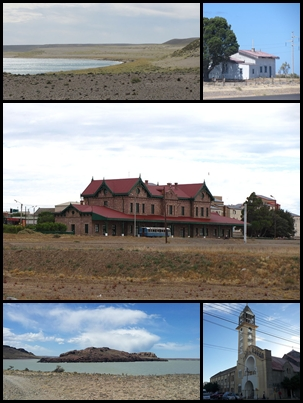

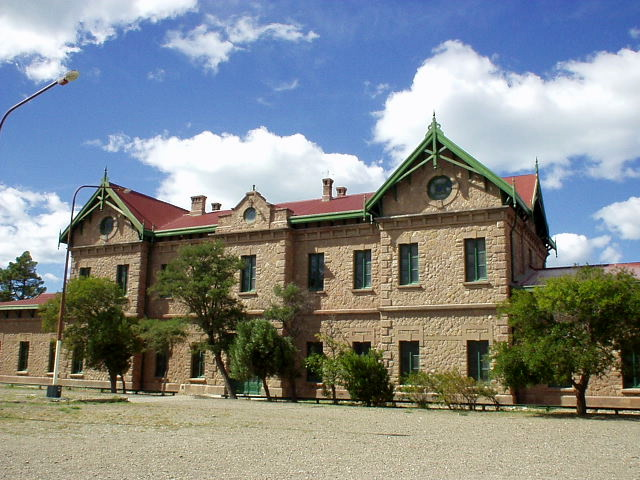

47°45′S 65°55′W / 47.750°S 65.917°W
德塞阿多港（西班牙語：Puerto Deseado），是阿根廷的城市，位於該國南部聖克魯斯省，是德塞阿多縣的首府，面積4.70平方公里，海拔高度6米，每年平均降雨量232毫米，2010年人口14,183，人口密度每平方公里3,017.6人。